# Jan Ollner
Jan Anders Vilhelm Ollner, (Danderyd, 25 de abril de 1921 – Lidingö, 20 de febrero de 2020) , fue un director y civilingeniero sueco. Fue director general de SIS de 1969 a 1984. Ollner fue elegido miembro de la Academia Sueca de Ingeniería en 1973.
Jan Ollner fue elegido en 1974 como presidente de la Comité Europeo de Normalización CEN para el período 1975-1977, a pesar de que Suecia aún no era miembro de la CEE en ese momento.